# アンダーカレント (漫画)
『アンダーカレント』は、豊田徹也による日本の漫画。『月刊アフタヌーン』（講談社）にて2004年10月号より2005年10月号（2004年2月号、2005年7月号を除く）に連載された。
2009年にフランスのアングレーム国際漫画祭でオフィシャルセレクションに選出され、さらに2009年のパリ郊外で開催されたJapan ExpoにおいてACBDアジア賞を受賞した。
2023年10月に映画版が公開された。

## あらすじ
地方都市の銭湯「月乃湯」の娘・関口かなえ は一年前に父親を亡くし、夫の悟と共に経営を引き継いだ。しかし、悟が急に失踪し、休業する かなえ。しばらくして再開した「月乃湯」に、堀隆之という男が就職した。
大学で友人だった よう子 と再会し、探偵の山崎を紹介される かなえ。山崎は胡散臭そうな男だったが、悟の調査は真面目に実行した。居所は掴めないものの、悟の身元について報告する山崎。その内容は、かなえ が悟から聞いていた経歴とまるで違っていた。
薪で湯を沸かす「月乃湯」に重油のバーナーを導入したい かなえ。中古品を引き取る話がまとまり、堀の運転で廃業する銭湯に向かったが、その銭湯は二日前に火事で焼け、火をつけたらしい店主は失踪していた。帰り道で心が乱れ、堀によく見る夢の話をする かなえ。子供の自分が何者かに首を締められ、水中に沈められるが、自分はそれを望んでいると言う かなえ。
探偵の山崎は、悟が以前に勤めていた会社で、横領を疑われた女子社員を庇って罪を被り、会社を辞めたらしいと報告した。女子社員の元に悟の姿はないと聞き、調査を終了させる かなえ。
銭湯の常連である小学生の みゆ が何者かに連れ去られた。不安に襲われた かなえ は、小学校時代に容姿のよく似た さなえ という親友がいた事を思い出した。みゆ は連れ回しに遭っただけで無事に発見されたが、体調を崩す かなえ。
小学生の頃、かなえ と さなえ は変質者に襲われた。逃げる かなえ に「誰にも言うな！」と釘を差す変質者。さなえ は絞殺され池に沈んで発見されたが、かなえ は変質者のことを誰にも話せず、さなえ の記憶も失って、首を締められる夢だけを見続けていたのだ。混乱して寝込み、「私を殺して」と堀に訴える かなえ。
探偵の山崎が、悟を見つけたと連絡して来た。山崎は調査が終了した後も悟の行方を追っていたのだ。悟と面会する かなえ。悟は、子供の頃から虚言癖があったと告白した。
必要がなくても嘘をつき、辻褄が合わなくなると失踪するのが悟の生き方だった。前の会社で横領を犯したのは自分だが、女子社員の罪を被ったように見せかけて退職し、かなえ の前に現れて結婚したと打ち明ける悟。「本当のことが話せなかった」という悟に、自分も分からなかったと応え、離婚を決める かなえ。
荷物を纏めて「月乃湯」を去ろうとする堀。親しくしていた煙草屋の老主人が、さなえ の事件を堀に語った。老主人は、堀が さなえ の兄だと見抜いていたのだ。事件の後、さなえ の家族は町を離れたが、偶然に大人になった かなえ を見かけた堀は、かなえ の姿が死んだ妹に見え、素性を隠して「月乃湯」に就職したのだ。
町を去る決心が鈍り、「月乃湯」に戻る堀。かなえ から夕飯に招かれた堀は食べながら号泣し、さなえ の兄だと打ち明けた。

## 書籍情報
豊田徹也『アンダーカレント』
- 講談社『月刊アフタヌーン』（2004年10月号 - 2005年1月号・3月号 - 6月号・8月号 - 10月号）
- 講談社〈アフタヌーンKCDX〉、全1巻
  1. 2005年11月22日発売、ISBN 978-4-06-372092-1

## 映画
2023年10月6日に公開された。監督は今泉力哉、音楽は細野晴臣、主演は真木よう子。
また、原作漫画の探偵・山崎のモデルが、同役を演じるリリー・フランキーであると発表された。

### キャスト
関口かなえ
演：真木よう子
銭湯・月乃湯の主人。共同経営者の夫の悟が、ある日突然失踪してしまう。
堀隆之
演：井浦新
銭湯組合から紹介され、そのまま働くことになった謎の男。
菅野よう子
演：江口のりこ
かなえと悟の同級生。育休中にかなえと再会した。
木島敏江
演：中村久美
月乃湯を手伝うパートのおばちゃん。
田島三郎
演：康すおん
月乃湯の常連。
藤川美奈
演：内田理央
月乃湯の近所に住むシングルマザー。
関口悟
演：永山瑛太
突然失踪したかなえの夫。
山崎道夫
演：リリー・フランキー
よう子から紹介された、夫の悟の行方を捜す探偵。

### スタッフ
- 原作：豊田徹也『アンダーカレント』（講談社「アフタヌーンKC」刊）
- 監督：今泉力哉[3][5]
- 音楽：細野晴臣[3][5]
- 脚本：澤井香織、今泉力哉[5]
- エグゼクティブプロデューサー：小池賢太郎、飯田雅裕[5]
- プロデューサー：平石明弘[5]
- アソシエイトプロデューサー：神保友香[5]
- 撮影・照明：岩永洋[5]
- 録音：根本飛鳥[5]
- 美術：禪洲幸久[5]
- 装飾：うてなまさたか[5]
- 編集：岡崎正弥[5]
- 音響効果：勝亦さくら[5]
- 衣装：馬場恭子、藤原千弥[5]
- ヘアメイク：寺沢ルミ[5]
- 特写：木村和平[5]
- リレコーディングミキサー：浜田洋輔[5]
- 助監督：平波亘[5]
- 制作担当：三村薫[5]
- ラインプロデューサー：三好保洋[5]
- 宣伝プロデューサー：谷川和子、徳安慶憲[5]
- 助成：文化庁文化芸術振興費補助金（映画創造活動支援）独立行政法人日本芸術文化振興会
- 配給：KADOKAWA[5]
- 企画・製作プロダクション：ジョーカーフイルムズ[5]
- 製作幹事：ジョーカーフイルムズ、朝日新聞社
- 製作：「アンダーカレント」製作委員会（ジョーカーフイルムズ、Joker-PODパートナーズ、朝日新聞社、U-NEXT、KADOKAWA、ねこじゃらし、レプロエンタテインメント、ハピネット・メディアマーケティング）

### 講談社コミックプラス
以下の出典は講談社コミックプラス（講談社）内のページ。書誌情報の発売日の出典としている。
1. ↑  “『アンダーカレント』”. 講談社コミックプラス.   講談社. 2024年8月20日閲覧。